# Burg Lüssem
Die Burg Lüssem steht in Nemmenich, einem Stadtteil von Zülpich im Kreis Euskirchen in Nordrhein-Westfalen am Rotbach.
Im Jahre 867 wurde der Ort Lüssem als villa Ludesheim des Grafen Matfried erstmals erwähnt. Im 13. Jahrhundert muss die Burg in der Rotbachaue erbaut worden sein, die 1323 Johann von Vorst vom Grafen zu Jülich als Lehen erhielt. Vorher war sie im Besitz der Abtei Prüm. Erst 1572 wird die Burg wieder genannt. Sie war zu diesem Zeitpunkt im Besitz des Franz von der Mahr. 1641 wurde die Burg durch hessische Truppen im Dreißigjährigen Krieg zerstört. Nachdem das Anwesen wieder aufgebaut war, bestand es nach einer zeitgenössischen Schilderung aus einem von Gräben umgebenen festen und durch eine Zugbrücke gesicherten Haus nebst Scheune und Stallung. 1681 fiel die Burg durch Erbgang an Elise von Horrich. Elise ehelichte im Jahr 1682 in zweiter Ehe Johann Marcus von Wymar (1656–1729). Dessen Urenkelin, Maria Caroilina Josepha von Wymar (1789–1866) heiratete 1814 Franz Freiherr von Dalwigk zu Lichtenfels (1779–1855) aus Boisdorf, deren gleichnamiger Sohn das seit dem 18. Jahrhundert verpachtete Gut Burg Lüssem im Jahre 1885 in bürgerliche Hände verkaufte.
Von der Burg ist heute nur noch das Herrenhaus aus dem Jahre 1801 weitgehend erhalten. Die Gräben sind fast vollständig zugeschüttet, die Wirtschaftsgebäude sind ganz verändert.